# Najd Tower
O Najd Tower é um arranha-céu futurista cancelado que teria 375 metros de altura e 82 andares em Dubai, Emirados Árabes Unidos, cuja construção começou em 2005; no entanto, ela foi suspensa em 2009. Se tivesse sido completado, sua inauguração teria sido ocorrida em 2008.